# Mystacina tuberculata
Mystacina tuberculata — є одним з видів кажанів родини Mystacinidae.

## Поширення
Країни поширення: Нова Зеландія. Мешкає в лісах від рівня моря до лінії дерев близько 1100 м.

## Морфологія
Загальна довжина 6—8 см, розмах крил від 28 до 30 см, хвіст всього 12 мм. Вага від 10 до 22 гр. Вуха загострені. Хутро товсте, сірувато-коричневе зверху і бліде знизу. Ноги короткі. 

## Поведінка
Споживав членистоногих, комах, фрукти, нектар і пилок. Ведуть нічний спосіб життя, проводячи день в дуплах дерев. В основному живуть поодинці, але колонії більш ста осіб не є рідкістю.